# ぷらすと
『ぷらすと』は、WOWOW制作の生放送番組『ザ・プライムショー』と同じく2011年10月3日から、USTREAMで配信開始されたトーク番組。放送開始から2012年9月までの『ザ・プライムショー』と、2012年10月から12月までの『渋谷LIVE! ザ・プライムショー』連動したスピンオフ番組として、2013年1月以降は独立番組として、USTREAM、ニコニコ生放送、FRESH!を利用して公開生配信されていた。2017年10月からはParaviの制作へと移行し、名称も『WOWOWぷらすと』から『ぷらすと×Paravi』へと変更された。2019年4月にはParaviでの制作も終了し（同時にニコニコ生放送、FRESH!での配信も終了）、6月からはアクトビラでの制作・配信に再移行し、名称も『ぷらすと×アクトビラ』となる。第1376回（2020年6月26日）の配信をもって約9年続いた番組が終了した。 
収録は、放送開始から2013年3月14日まではWOWOW渋谷ステーション内の別のブースにて、2013年3月19日以降は六本木で行われている。2016年7月19日放送回にて放送回数1000回を突破した。

## 概略
放送開始当初は、『ザ・プライムショー』で放送されるテーマに関連した内容を中心に、大谷ノブ彦とマキタスポーツをMCに、ぷらすとガールズや、そのジャンルに造詣のあるナビゲーターを交えたトーク番組であった。 独立番組になってから、WOWOWの放送プログラムに即したテーマで『エンタテインメントを深く掘り下げるトーク番組』に進化しており、公式Twitterでは「ぷらすとは、毎回それぞれのシーンの中で一家言を持つ論客をお招きし、映画、音楽、アニメ、スポーツ、さらには時事的な話題まで、欲張りに、そして愛を持って深堀トークする知的エンターテインメント深掘りトーキングプログラム！」と紹介している。2016年3月からはニュースサイトナタリーとコラボし、水曜日の放送回を「ぷらなた」と題してMC陣にミュージシャンを起用。若手から大御所までミュージシャンをゲストとして迎える回となった。2014年以降はほとんどの放送がアーカイブ化されており、WOWOW動画やYouTubeで視聴することができる。

## 出演
MC
- サンキュータツオ
- 西寺郷太（通常回・音楽の水曜日両方に出演）
- ジェントル
- 中井圭
- 立川吉笑
- 速水健朗

MC（過去）
- 大谷ノブ彦（ダイノジ）
- マキタスポーツ
- 福田恵悟（LLR)

### MC（音楽の水曜日）
- 石毛輝（the telephones)
- 曽我部恵一（サニーデイ・サービス）
- DJみそしるとMCごはん
- ピエール中野（凛として時雨）
- 土岐麻子
- 大澤実音穂（雨のパレード）
- ユキエ（Awesome City Club）

よく出演するゲスト
- 松崎健夫（映画文筆家→映画評論家）
- 松崎まこと（映画活動家）
- 添野知生（映画評論家）
- 堺三保（よろづオタク系ライター）
- 宇野維正（映画・音楽ジャーナリスト）
- 春日太一（映画史・時代劇研究家）
- 新宅広二（監修業・ぷらすと動物担当）
- 丸屋九兵衞（ブラック・ミュージック・リヴュー編集長）
- 国井咲也（兵器研究家）
- 藤津亮太（アニメ評論家）

ぷらすとガールズ
1期生
- 宇井愛美 - 2011年10月3日から2012年9月17日まで月曜・スポーツ担当。2012年10月から不定期出演。(2013年結婚を期に降板)
- 浅野かや - 2011年10月11日から2012年9月18日まで火曜・ヒューマン担当。2012年10月から不定期出演。(事務所移籍により降板)
- くぼたみか - 2011年10月5日から2012年9月19日まで水曜・音楽担当。2012年10月から不定期出演。(2015年3月31日降板)
- さがゆりこ - 2011年10月6日から2012年9月20日まで木曜・ドラマ担当。2012年10月から不定期出演。(2015年3月31日より産休)
- 宮河マヤ - 2011年10月7日から2012年9月21日まで金曜・映画担当。2012年10月から不定期出演。(2013年3月31日 映像番組に不出演理由により降板)
- 原田まりる - 不定期出演[注釈 1]。2011年10月から2012年9月までアニメ担当。(2013年3月31日降板)

2期生
- 深谷理沙 - 2012年10月から不定期出演[注釈 2]。（2013年3月31日降板）
- 小柳歩 - 2012年10月から不定期出演[注釈 3]。（降板）
- 川島絢子 - 2012年10月から不定期出演[注釈 4]。（2013年3月31日 海外留学を期に降板）
- 木野園子 - 2012年10月から不定期出演[注釈 5]。（降板）

3期生
- 内田理央 - 2013年4月24日から不定期出演。
- 大川藍 - 2013年4月24日から不定期出演。（2015年3月31日降板）
- 梨衣名 - 2013年4月24日から不定期出演。
- 福間文香 - 2013年4月24日から不定期出演。（降板）
- 林詩遥子 - 2013年4月24日から不定期出演。（降板）
- 浅賀優美 - 2013年4月24日から不定期出演。（2016年4月芸能界引退につき降板）

4期生
- 池田裕子 - 2014年3月から不定期出演。
- 海下真夕 - 2014年3月から不定期出演。（降板）
- 早織 - 2014年3月から不定期出演。
- 東美樹 - 2014年3月から不定期出演。

5期生
- 玉木碧 - 2015年4月から不定期出演。（降板）
- 福永マリカ - 2015年4月から不定期出演。

5.5期生
- 笹木香利 - 2016年6月から不定期出演。

6期生
- 森郁月 - 2018年7月から不定期出演。
- 大伴理奈 - 2018年7月から不定期出演。
- 鈴元まい - 2018年7月から不定期出演。

構成作家
- 天明晃太郎 - キャストへの突っ込みやニコ生コメント拾い等、音声で番組に参加している。